# Дончук Зосим Іванович
Дончук Зосим Іванович (псевдонім Кость Богданів) (17 квітня (30 квітня) 1903 — 2 серпня 1974) — український письменник, громадський діяч. Член ОУП «Слово».

## З біографії
Народився 17 (30) квітня 1903 р. на Уманщині. Середню освіту здобув в Уманській гімназії, закінчив військове училище в Москві (1929). Працював економістом у м. Вінниці.
У роки війни емігрував спочатку до Канади, потім до США (1949). Мешкав у Філадельфії, працював робітником на фабриці. Був засновником і головою Товариства прихильників Української Народної Республіки, заступником голови Літературно-мистецького клубу в Філадельфії.
Помер в 1974 році під час творчої поїздки до штату Каліфорнія. Похований на українському православному цвинтарі в Баунд-Бруку, штат Нью-Джерсі.

## Творчість

### Збірки оповідань
- Чорні дні (1952) [Архівовано 26 січня 2021 у Wayback Machine.]
- Через річку (1953) [Архівовано 27 листопада 2020 у Wayback Machine.]
- Десята (1968) [Архівовано 20 січня 2021 у Wayback Machine.]

### Сатиричні повісті
- Гнат Кіндратович (1957) [Архівовано 21 січня 2021 у Wayback Machine.]
- Море по коліна (1961) [Архівовано 25 листопада 2020 у Wayback Machine.]
- Ясновидець Гері (1965) [Архівовано 27 жовтня 2020 у Wayback Machine.]
- Шалом, Месіє! (1974) [Архівовано 29 листопада 2020 у Wayback Machine.]

### Романи
- Прірва (1959) [Архівовано 28 січня 2021 у Wayback Machine.]
- Перша любов (1962) [Архівовано 15 січня 2021 у Wayback Machine.]
- Будинок 1313 (1964) [Архівовано 27 листопада 2020 у Wayback Machine.]
- І бачив я (1967) [Архівовано 1 грудня 2020 у Wayback Machine.]
- Утрачений ранок (1969) [Архівовано 22 січня 2021 у Wayback Machine.]
- В пошуках щастя (1970)
- Куди веде казка (1971) [Архівовано 25 січня 2021 у Wayback Machine.]
- В облозі (1973) [Архівовано 28 січня 2021 у Wayback Machine.]